# 伊凡·阿森二世

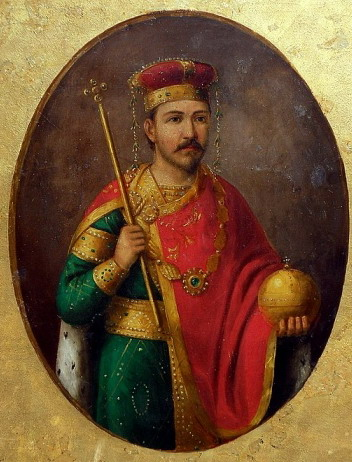
伊凡·阿森二世

伊凡·阿森二世（？—1241年6月24日）是保加利亚帝国的沙皇。在位期间为1218–1241年。
伊凡·阿森二世是伊凡·阿森一世的儿子。1207年，博里尔登上皇位，逼迫伊凡·阿森流亡罗斯。在加利西亞－沃里尼亞王國的支持下，1218年伊凡·阿森回到保加利亚，并继承皇位。
| 統治者頭銜    | 統治者頭銜                   | 統治者頭銜        |
| ------------- | ---------------------------- | ----------------- |
| 前任： 博里尔 | 保加利亚君主列表 1218–1241年 | 繼任： 克罗曼一世 |